# Antonia Ružić
Antonia Ružić (* 20. Januar 2003) ist eine kroatische Tennisspielerin.

## Karriere
Ružić begann mit fünf Jahren mit dem Tennisspielen und spielt vor allem auf der ITF Women’s World Tennis Tour, wo sie bislang zwölf Einzeltitel gewinnen konnte.
2020 trat Ružić bei den Australian Open in den Juniorinnenwettbewerben an. Während sie im Juniorinneneinzel bereits in der ersten Runde an Talia Gibson mit 4:6 und 4:6 scheiterte, konnte sie mit ihrer Partnerin Sofia Costoulas im Juniorinnendoppel ins Viertelfinale einziehen, wo die Paarung aber dann ausschied.
Im Jahr 2021 spielte Ružić erstmals für die kroatische Billie-Jean-King-Cup-Mannschaft; ihre Billie-Jean-King-Cup-Bilanz weist bislang 6 Siege bei 5 Niederlagen aus.

## Turniersiege

### Einzel
| Nr. | Datum             | Turnier         | Kategorie | Belag             | Finalgegnerin             | Ergebnis         |
| --- | ----------------- | --------------- | --------- | ----------------- | ------------------------- | ---------------- |
| 1.  | 29. August 2021   | Bad Waltersdorf | ITF W15   | Sand              | Živa Falkner              | 6:2, 6:2         |
| 2.  | 17. Oktober 2021  | Lagos           | ITF W25   | Hartplatz         | Isabella Schinikowa       | 6:1, 6:4         |
| 3.  | 24. Oktober 2021  | Hamburg         | ITF W25   | Hartplatz (Halle) | Tímea Babos               | 6:2, 4:1 Aufgabe |
| 4.  | 24. Juli 2022     | Darmstadt       | ITF W25   | Sand              | Irina Chromatschowa       | 6:3, 6:2         |
| 5.  | 28. August 2022   | Vigo            | ITF W25   | Hartplatz         | Anna Brogan               | 6:1, 6:1         |
| 6.  | 19. März 2023     | Říčany          | ITF W40   | Hartplatz (Halle) | Lesley Pattinama Kerkhove | 6:4, 6:1         |
| 7.  | 10. Dezember 2023 | Monastir        | ITF W25   | Hartplatz         | Ayla Aksu                 | 3:6, 6:4, 7:5    |
| 8.  | 7. Januar 2024    | Nonthaburi      | ITF W50   | Hartplatz         | Sara Saito                | 6:1, 6:3         |
| 9.  | 10. November 2024 | Veracruz        | ITF W50   | Hartplatz         | Marija Tkatschowa         | 6:4, 7:63        |
| 10. | 24. November 2024 | Trnava          | ITF W50   | Hartplatz (Halle) | Tereza Valentová          | 6:3, 6:2         |
| 11. | 2. März 2025      | Trnava          | ITF W75   | Hartplatz (Halle) | Jelena Pridankina         | 6:2, 4:6, 6:3    |
| 12. | 23. März 2025     | Maribor         | ITF W75   | Hartplatz (Halle) | Linda Klimovičová         | 6:1, 4:6, 6:3    |